# Sports Illustrated
Sports Illustrated  er et amerikansk sportsmagasin, der udgives af Time, Inc., der er en del af mediekonglomeratet Time Warner. Magasinet har 23 mio. læsere, hvoraf over 18 mio. er mænd, svarende til at 19% af voksne mænd i USA læser det. Det udkom første gang i 1954. 
Magasinets årlige specialudgave med badetøj, Sports Illustrated Swimsuit Issue, blev udgivet første gang i 1964. Udgivelsen af dette magasin er i dag en større event, der genererer tv-shows, videoer og kalendre. Blandt de modeller, der har poseret på forsiden er Christie Brinkley, Elle Macpherson, Tyra Banks, Caroline Wozniacki og Heidi Klum. Macpherson har som den eneste været forsidemodel hele fem gange.
Sports Illustratred uddeler desuden prisen Sportsman of the Year, der langt de fleste år er gået til en amerikansk sportsudøver, bl.a. modtog cykelrytteren Lance Armstrong prisen i 2002.